# Luftstreitkräfte der Nationalen Volksarmee
|  | Denne side handler om DDR's luftvåben. For det tyske flyvevåben 1910-1919, se Luftstreitkräfte |
Luftstreitkräfte der Nationalen Volksarmee (ofte forkortet LSK, Den Nationale Folkehærs Luftstridskræfter) var DDR's flyvevåben. Sammen med Landstreitkräfte, Volksmarine og (de facto) Grænsetropperne var LSK en del af Nationale Volksarmee (NVA).
Navnet Luftstreitkräfte blev oprindelig anvendt som betegnelse for luftvåbnet i Det tyske kejserrige i perioden fra 1910 til opløsningen i 1919 efter 1. verdenskrig.
Luftstreitkräfte blev officielt grundlagt i forbindelse med grundlæggelse af DDR's Folkehær, Nationale Volksarmee, den 1. marts 1956, hvori Luftstreitkräfte var et af værnene. Ved Tysklands genforening blev Luftstreitkräfte en del af det vesttyske Luftwaffe den 2. oktober 1990.

## Organisation
I slutningen af november 1953 skete en reorganisering af luftstyrkerne, da disse blev flyttet fra det østtyske indenrigsministerium til at henhøre under Viceministeren og Chefen for Volkspolizei ('Folkepolitiet'). Luftregimenterne blev organiseret som Aero Club 1 (Cottbus), 2 (Drewitz) 3 (Bautzen), der igen var opdelt i to sektioner. I 1954 modtog luftstyrkerne yderligere fly (Z-126 og M-1D) fra Tjekkoslovakiet.
Den 1. marts 1956 blev luftvåbnet officielt grundlagt som en del af DDR's Folkehær, da DDR indtrådte i Warszawapagten. Oprindeligt var luftvåbnet (LSK) med hovedkvarter i Cottbus adskilt fra Luftverteidigung (Luftforsvaret), der havde hovedkvarter i Strausberg. Det var oprindeligt intentionen at etablere tre divisioner med jagerfly, en division for angrebsfly og en anti-luftskyts division. Der blev dog kun etableret den 1. og 3. Luftbårne division samt 1. Flak-Division. Den 1. juni 1957 blev de to divisioner (LSK og LV) slået sammen. Den nye organisation fik navnet Kommando LSK/LV.
Et større anrtal enheder var underlagt "Kommando Luftstreitkraefte/Luftverteidigung" (Kdo LSK/LV) med hovedkvarter i Strausberg.
LSK/LV var organisatorisk opdelt i
- 1st Luftverteidigungsdivision (1st LVD) med hovedkvarter i Cottbus, der var ansvarlig for luftforsvaret af det sydlige DDR.
- 3rd Luftverteidigungsdivision (3rd LVD) med hovedkvarter i Trollenhagen, der var ansvarlig for luftforsvaret af det nordlige DDR.
- FO FMTFK, der var enheden, der var ansvarlig for DDR's angrebsfly, jagerbombere, transportfly, transporthelikoptere og rekognosceringsfly.

## Fly
Sovjetunionen leverede fra 1953 flere fly til de østtyske styrker. Leverancerne omfattede Antonov An-2, Lavochkin La-9, Jakovlev Jak-11 og Jakovlev Jak-18 og fra 1956 tillige jagerfly af typen Mikojan-Gurevitj MiG-15. Fra 1962 blev tillige leveret MiG-21'ere. I 1970'ere modtog LSK MiG-23 og i 1980'erne blev leveret jagerbomberen Su-22. Det sidste fly leveret af Sovjetunionen var MiG-29, der blev leveret i 1988. Udover jager- og angrebsfly modtog LSK også sovjetisk byggede helikoptere og træningsfly og andre lettere flytyper fra Tjekkoslovakiet.
DDR's luftvåben havde en særlig stilling inden for Warszawapagten, da LSK var nøje kontrolleret af af sovjetiske styrker, der var udstationeret i DDR. DDR modtog derfor de mest avancerede af Sovjetunionens fly i modsætning til de øvrige warszawapagtlande, der oftest modtog nedgraderede eksportmodeller.
Efter den tyske genforening i 1990 overtog Luftwaffe kontrollen med Luftstreitkräfte og dele af personellet blev overtaget. De fleste af DDR's fly var forældede i forhold til NATOs tekniske krav og blev derfor solgt til andre lande eller skrottet. Luftwaffe benyttede en række af transportflyene og helikopterne samt jagerflyet MiG-29 grundet dette flys fremragende egenskaber,

### Fly benyttet af LSK/LV i 1989
| Kategori               | Udstyr       | Oprindelsesland       | Antal | Anvendt af Luftwaffe | Noter                                                                                      |
| ---------------------- | ------------ | --------------------- | ----- | -------------------- | ------------------------------------------------------------------------------------------ |
| Jagerflyt/træningsfly  | MiG-21       | Sovjetunionen         | 251   |                      |                                                                                            |
| Jagerflyt/træningsfly  | MiG-29       | Sovjetunionen         | 24    | Indtil 2004          | 22 overdraget til Polen for én Euro.                                                       |
| Jagerflyt/træningsfly  | MiG-23       | Sovjetunionen         | 47    |                      |                                                                                            |
| Jagerflyt/træningsfly  | MiG-23BN     | Sovjetunionen         | 18    |                      |                                                                                            |
| Jagerflyt/træningsfly  | Su-22        | Sovjetunionen         | 54    |                      |                                                                                            |
| Jagerflyt/træningsfly  | L-39         | Tjekkoslovakiet       | 52    |                      |                                                                                            |
| Transportfly           | An-2         | Sovjetunionen · Polen | 18    |                      |                                                                                            |
| Transportfly           | An-26        | Sovjetunionen         | 12    | Indtil1994           |                                                                                            |
| Transportfly           | Il-62        | Sovjetunionen         | 3     | Indtil 1993          |                                                                                            |
| Transportfly           | Tu-134       | Sovjetunionen         | 3     | Indtil 1992          |                                                                                            |
| Transportfly           | Tu-154       | Sovjetunionen         | 2     | Indtil 1997          |                                                                                            |
| Transportfly           | L-410        | Tjekkoslovakiet       | 12    | Indtil 2000          |                                                                                            |
| Transportfly           | Z-43         | Tjekkoslovakiet       | 12    |                      |                                                                                            |
| Helikoptere            | Mi-2         | Polen                 | 25    |                      |                                                                                            |
| Helikoptere            | Mi-8         | Sovjetunionen         | 98    | Indtil 1997          |                                                                                            |
| Helikoptere            | Mi-24        | Sovjetunionen         | 51    | Indtil 1993          |                                                                                            |
| Helikoptere            | Mi-14        | Sovjetunionen         | 14    |                      |                                                                                            |
| Jord-til-luft missiler | S-75 Dvina   | Sovjetunionen         | 48    |                      | NATO rapporteringsnavn: SA-2 Guideline                                                     |
| Jord-til-luft missiler | S-75 Wolchow | Sovjetunionen         | 174   |                      | NATO rapporteringsnavn: SA-2 Guideline                                                     |
| Jord-til-luft missiler | S-125 Newa   | Sovjetunionen         | 40    |                      | NATO rapporteringsnavn: SA-3 Goa                                                           |
| Jord-til-luft missiler | S-200 Vega   | Sovjetunionen         | 24    |                      | NATO rapporteringsnavn: SA-5 Gammon                                                        |
| Jord-til-luft missiler | S-300        | Sovjetunionen         | 12    |                      | NATO rapporteringsnavn: SA-10 Grumble; blev returneret til Sovjetunionen før genforeningen |

## Galleri
- Su-22 fra FO FMTFK
- Antonov An-26T tilhørende LSK i Dresden i august 1990 kort tid inden LSK blev nedlagt
- An-2 Colt med NVA mærker
- MiG-21PFM med NVA mærker
- MiG-21U udstillet på Montélimar Ancône Museum i Frankrig.

## Eksterne links
- Wikimedia Commons har flere filer relateret til Luftstreitkräfte der Nationalen Volksarmee
- Home.snafu.de
- Samling af oplysninger om NVA-LSK på jetjournal.net